# 安德烈三世·亚历山德罗维奇

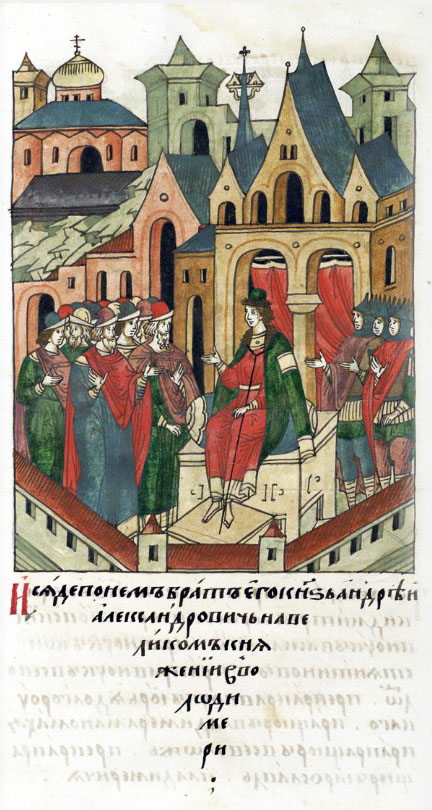
安德烈三世·亚历山德罗维奇画像

安德烈三世·亚历山德罗维奇（约1255年—1304年7月27日），是一位俄罗斯王子，他是亚历山大·雅罗斯拉维奇·涅夫斯基之子，他从他的父亲那里繼承了戈羅傑茨這塊領地。1276 年，他又吞併了科斯特羅馬。1281年，安德烈加入蒙古军队，曾三度將蒙古人引入俄羅斯。